# Corticaria dentiventris
Corticaria dentiventris is een keversoort uit de familie schimmelkevers (Latridiidae). De wetenschappelijke naam van de soort werd in 1903 gepubliceerd door Poppius.